# آرند اشمیت
آرند اشمیت (آلمانی: Arnd Schmitt؛ زادهٔ ۱۳ ژوئیهٔ ۱۹۶۵) شمشیرباز اهل آلمان است.
وی در مسابقات کشوری و بین‌المللی در مجموع برندهٔ ۲ مدال طلا، ۱ مدال نقره شده‌است.